# Goniobranchus setoensis
Goniobranchus setoensis is een slakkensoort uit de familie van de Chromodorididae. De wetenschappelijke naam van de soort is voor het eerst geldig gepubliceerd in 1938 door Baba.